# Offagna
Offagna – miejscowość i gmina we Włoszech, w regionie Marche, w prowincji Ankona.
Według danych na styczeń 2010 gminę zamieszkiwały 1884 osoby przy gęstości zaludnienia 178,9 os./1 km².